# Giuliano Cellini
Giuliano Cellini (Magione, 18 aprile 1947) è un politico italiano.
Laureato in scienze biologiche, è stato membro dell’Assemblea nazionale del PSI e ha fatto parte della Commissione commercio e turismo e della Commissione speciale per le politiche comunitarie. Già segretario regionale del PSI dell’Umbria, è stato deputato alla Camera per due legislature nella liste del Partito Socialista Italiano.